# TVG2
TVG2는 미국의 텔레비전 방송국이다. 승마 관련 프로그램을 송출한다. 2003년 개국했다.

## 채널번호
- 디시 네트워크-404번
- AT&T U-verse-672번
- 버라이즌 FiOS-316번

## 특이 사항
- DirecTV에서는 나오지 않는 채널이다.